# Paraeuops reidi
Paraeuops reidi es una especie de coleóptero de la familia Attelabidae.

## Distribución geográfica
Habita en Australia.